# Benson & Hedges Centennial Open 1987
L'Heineken Open 1987  è stato un torneo di tennis giocato sul cemento.
È stata la 31ª edizione dell'Heineken Open,che fa parte del Nabisco Grand Prix 1987. Si è giocato all'ASB Tennis Centre di Auckland in Nuova Zelanda, dal 5 al 12 gennaio 1987.

## Campioni

### Singolare
Miloslav Mečíř ha battuto in finale  Michiel Schapers con il punteggio di 6–2, 6–3, 6–4

### Doppio
Kelly Jones /  Brad Pearce hanno battuto in finale  Carl Limberger /  Mark Woodforde con il punteggio di 7–6, 7–6